# Neuilly-lès-Dijon
Neuilly-lès-Dijon is een plaats en voormalige gemeente in het Franse departement Côte-d'Or (regio Bourgogne-Franche-Comté) en telt 2142 inwoners (1999). De plaats maakt deel uit van het arrondissement Dijon. Neuilly-lès-Dijon is op 28 februari 2019 gefuseerd met de gemeente Crimolois tot de gemeente Neuilly-Crimolois. 

## Geografie
De oppervlakte van Neuilly-lès-Dijon bedraagt 4,6 km², de bevolkingsdichtheid is 465,7 inwoners per km².
De onderstaande kaart toont de ligging van Neuilly-lès-Dijon met de belangrijkste infrastructuur en aangrenzende gemeenten.

## Demografie
Onderstaande figuur toont het verloop van het inwonertal (bron: INSEE-tellingen).